# Harpactea korgei
Harpactea korgei är en spindelart som beskrevs av Brignoli 1979. Harpactea korgei ingår i släktet Harpactea och familjen ringögonspindlar.
Artens utbredningsområde är Turkiet. Inga underarter finns listade i Catalogue of Life.